# Németh Oszkár
Németh Oszkár (1946. október 5. – 2021. november 7.) magyar rockzenész, dobos; főként a Tolcsvay-trió illetve a Fonográf együttes tagjaként ismert.

## Életpályája
A Sakál Vokálból került Móricz Mihállyal a Tolcsvayék és a Trió zenekarba. Ezután a KITT egyletben, majd a Fonográfban zenélt. Fellépett Koncz Zsuzsa, Halász Judit és Zorán koncertjein. Játszott az Alfonz kalandjai, majd a Bojtorján-együttessel, Bródy Jánossal, 1991-től a N. O. coM.M.enttel. Vendégzenészként szerepelt a 2002-ben megjelent Zorán című lemezen. 
Legnagyobb sikereit a Tolcsvay-trió illetve a Fonográf együttes tagjaként érte el.